# Светско првенство у хокеју на леду 2024.
Светско првенство у хокеју на леду 2024. (слч. Mistrovství světa v ledním hokeji 2024) било је 87. по реду такмичењу за титулу светског првака у хокеју на леду у организацији Светске хокејашке федерације (ИИХФ). Домаћин турнира била је Чешка, а утакмице су се играле у Прагу и Острави. Првенство се играло у периоду од 10. до 26. маја 2024. године.
Нови учесници су две првопласиране селекције са прошлогодишњег првенства прве дивизије, повратник у елитну групу Велика Британија и Пољска којој је то прво учешће у овом рангу такмичења још од првенства 2002. године. На првенству као и претходних година учествује 16 репрезентација подељених у две групе са по 8 екипа.
Титулу светског првака бранила је селекција Канаде. Као и на претходном Светском првенству у Финској и Летонији, на снази је забрана учествовања за репрезентације Русије и Белорусије и на овом првенству.
Титулу светског првака, укупно седму, освојила је репрезентација Чешке која је у финалу победила Швајцарску резултатом 2:0, док је у утакмици за бронзану медаљу селекција Шведска победила Канаду 4:2. Из елитне дивизије испале су репрезентације Велике Британије и Пољске које су биле последње у својим групама.
На првенству су одигране 64 утакмице, а постигнуто је укупно 398 голова, или у просеку 6,22 погодака по утакмици. Све утакмице је уживо гледало 797.727 гледоца, или у просеку 12.464 гледаоца по утакмици. По избору директората турнира, за најкориснијег играча првенства проглашен је нападач репрезентације Швајцарске Кевин Фиала, док је најефикаснији играч са 14 поена нападач америчког тима Мет Болди.

## Домаћини
Домаћин Светског првенства званично је објављен 24. маја 2019. године у Братислави. Све утакмице првенства играле су се у две арене у два града, Прагу и Острави. Утакмице у Прагу играле су се у Арени О2 капацитета око 17.383 места, док су се утакмице у Острави играле у Остравар арени капацитета 10.004 места. Утакмице групе А играле су се у Прагу, док су се утакмице групе Б играле у Острави.
План је био да се светско првенство одржи и у Брну, али планирана нова хокејашка дворана није саграђена.
| Праг                       | ПрагОстрава | Острава                          |
| Арена О2 Капацитет: 17.383 | ПрагОстрава | Остравар арена Капацитет: 10.004 |
|                            | ПрагОстрава |                                  |

## Учесници
Подела у прелиминарној рунди је заснована на светској ранг листи ИИХФ за 2023., формирану на крају светског првенства 2023., користећи серпентински систем.
| Група А (Праг) - Канада (1) - Финска (2) - Швајцарска (7) - Чешка (8) - Данска (11) - Норвешка (12) - Аустрија (15) - Велика Британија (20) | Група Б (Острава) - Сједињене Државе (4) - Немачка (5) - Шведска (6) - Словачка (9) - Летонија (10) - Француска (13) - Казахстан (14) - Пољска (22) |

## Систем такмичења
На турниру учествује укупно 16 репрезентација које су у основном делу подељене у две групе са по 8 екипа. Након седам одиграних кола групне фазе где се игра по једнокружном бод систему свако са сваким по 4 првопласиране селекције из обе групе такмичење настављају у четвртфиналу, док две последњепласиране екипе из обе групе испадају у нижи ранг такмичења. У случају да селекција Данске у групи А и селекција Шведске у групи Б које су домаћин наредног СП 2025. заузме последње место у својој групи, у нижи ранг такмичења испада следећа најслабија репрезентација (дакле седмопласирана). Самим тим пласман на наредно светско првенство обезбедит ће 12 првопласираних селекција, плус домаћини Данска и Шведска.
Распоред бодова у групној фази одвија се по следећем систему:
- 3 бода - победа након 60 минута игре;
- 2 бода - победа након продужетка или после извођења пенала;
- 1 бод - пораз након продужетка или извођења пенала;
- 0 бодова - пораз након 60 минута игре.

У групној фази евентуални продужетак траје 5 минута, а игра се до „златног гола“ (победник је екипа која прва постигне погодак), док је у елиминационим фазама трајање продужетка 10 минута, изузев у финалу где продужетак траје 20 минута. У случају да у продужетку није постигнут погодак изводе се пенали. Пенал серију започињу по три играча оба тима, а победник је екипа која постигне више голова. Уколико је након почетне серије резултат и даље нерешен, извођење пенала се наставља „системом један за један“ све док једна од екипа не оствари предност.
Уколико су две или више екипа групну фазу завршиле са истим бројем бодова предност имају екипе које су имале бољи међусобни скор у директном дуелу, затим бољу гол разлику, потом више постигнутих голова, те на крају на основу пласмана на ИИХФ ранг листи.
Коначан пласман на позицијама од 5. до 16. места одређен је на основу резултата у групној и елиминационој фази.

## Прелиминарна рунда
Групе су објављене 28. маја 2023., са распоредом који је објављен 15. августа 2023.
Утакмице групне фазе играт ће се укупно 12 дана, од 10. маја до 21. маја. У групној фази ће се одигратиукупно 56 утакмица, односно 28 у свакој од група.
Сатница обе групе је по локалном времену — средњоевропско летње време UTC+2.

### Група А
|  | Пласман у четвртфинале          |
|  | Испадање у Дивизију I - група A |

| #  | Репрезентација   | Ут | П | Ппр | Ипр | И | ГД | ГП | ГР  | Бод |
| -- | ---------------- | -- | - | --- | --- | - | -- | -- | --- | --- |
| 1. | Канада           | 7  | 5 | 2   | 1   | 0 | 32 | 18 | +14 | 19  |
| 2. | Швајцарска       | 7  | 5 | 1   | 0   | 1 | 29 | 12 | +17 | 17  |
| 3. | Чешка            | 7  | 4 | 1   | 2   | 0 | 26 | 14 | +12 | 16  |
| 4. | Финска           | 7  | 3 | 0   | 1   | 3 | 21 | 14 | +7  | 10  |
| 5. | Аустрија         | 7  | 2 | 0   | 1   | 4 | 21 | 29 | -8  | 7   |
| 6. | Норвешка         | 7  | 2 | 0   | 0   | 5 | 15 | 25 | -10 | 6   |
| 7. | Данска           | 7  | 2 | 0   | 0   | 5 | 15 | 29 | -14 | 6   |
| 8. | Велика Британија | 7  | 1 | 0   | 0   | 6 | 12 | 30 | -18 | 3   |

Извор:ИИХФ

Правила пласмана: 1) бодови; 2) међусобни сусрет; 3) међусобна гол-разлика; 4) међусобни број постигнутих голова; 5) резултат против најближе најбоље рангиране екипе ван изједначених екипа; 6) резултат против другопласиране екипе ван изједначених екипа; 7) носиоци пре турнира. 

Напомена: а Белорусија 3:4 Велика Британија

| 10. мај 2024. 16:20 | Швајцарска | 5 : 2 (1:1, 3:0, 1:1) | Норвешка | Арена О2, Праг Посетилаца: 16.617 |

| Извор | Извор                       | Извор                             | Извор        | Извор |
| --- | --------------------------- | --------------------------------- | ------------ | ----- |
| | Леонардо Ђенони             | Голмани                           | Јонас Арнцен |       |
| Свен Андригето – 11:04 Ромен Лефел – 24:12 Свен Зентелер – 28:09 Тристан Шервеј – 33:30 Нино Нидерајтер – 51:56 | 1:0 1:1 2:1 3:1 4:1 5:1 5:2 | 14:53 – Маркус Викингстад 58:56 – |              |       |
| 6 мин | Искључења                   | 6 мин                             |              |       |
| 40 | Шутеви на гол               | 15                                |              |       |

| 10. мај 2024. 20:20 | Чешка | 1 : 0 (пен) (0:0, 0:0, 0:0, 0:0, 1:0) | Финска | Арена О2, Праг Посетилаца: 17.413 |

| Извор                                                 | Извор         | Извор                                                       | Извор       | Извор |
| ----------------------------------------------------- | ------------- | ----------------------------------------------------------- | ----------- | ----- |
|                                                       | Лукаш Достал  | Голмани                                                     | Хари Сетери |       |
| Ондреј Каше Јакуб Крејчик Ондреј Палат Роман Червенка | Пенали        | Оливер Каски Микаел Гранлунд Јесе Пулјујерви Оливер Капанен |             |       |
| 8 мин                                                 | Искључења     | 6 мин                                                       |             |       |
| 28                                                    | Шутеви на гол | 21                                                          |             |       |

| 11. мај 2024. 12:20 | Велика Британија | 2 : 4 (1:1, 0:3, 1:0) | Канада | Арена О2, Праг Посетилаца: 16.935 |

| Извор                                  | Извор                   | Извор                                                                                 | Извор      | Извор |
| -------------------------------------- | ----------------------- | ------------------------------------------------------------------------------------- | ---------- | ----- |
|                                        | Џексон Вистл            | Голмани                                                                               | Џоел Хофер |       |
| Лијам Кирк – 07:47 Бен О'Конор – 48:49 | 1:0 1:1 1:2 1:3 1:4 2:4 | 08:17 – Мајкл Бантинг 25:45 – Брендон Хагел 31:39 – Конор Бедард 35:29 – Конор Бедард |            |       |
| 8 мин                                  | Искључења               | 4 мин                                                                                 |            |       |
| 15                                     | Шутеви на гол           | 34                                                                                    |            |       |

| 11. мај 2024. 16:20 | Аустрија | 1 : 5 (1:2, 0:1, 0:2) | Данска | Арена О2, Праг Посетилаца: 15.719 |

| Извор        | Извор                   | Извор | Извор          | Извор |
| ------------ | ----------------------- | --- | -------------- | ----- |
|              | Давид Мадленер          | Голмани | Фредерик Дикоу |       |
| Мануел Ганал | 0:1 0:2 1:2 1:3 1:4 1:5 | 13:19 – Маркус Лауридсен 16:11 – Фредерик Сторм 38:54 – Јоахим Блихфелд 53:44 – Феликс Шел 58:57 – Јоахим Блихфелд |                |       |
| 12 мин       | Искључења               | 6 мин |                |       |
| 17           | Шутеви на гол           | 34 |                |       |

| 11. мај 2024. 20:20 | Норвешка | 3 : 6 (3:2, 0:1, 0:3) | Чешка | Арена О2, Праг Посетилаца: 17.413 |

| Извор                                                        | Извор                              | Извор | Извор       | Извор |
| ------------------------------------------------------------ | ---------------------------------- | --- | ----------- | ----- |
|                                                              | Хенрик Хавкеланд                   | Голмани | Петр Мразек |       |
| Стиан Солберг – 06:37 Ноа Стен – 12:10 Ејрик Салстен – 16:32 | 0:1 :1 2:1 3:1 3:3 3:3 3:4 3:5 3:6 | 06:06 – Роман Червенка 17:12 – Роман Червенка 35:54 – Ондреј Беранек 45:19 – Матјеј Странски 56:59 – Либор Хајек 59:06 – Ондреј Палат |             |       |
| 16 мин                                                       | Искључења                          | 10 мин |             |       |
| 11                                                           | Шутеви на гол                      | 48 |             |       |

| 12. мај 2024. 12:20 | Финска | 8 : 0 (1:0, 5:0, 2:0) | Велика Британија | Арена О2, Праг Посетилаца: 15.433 |

| Извор | Извор                           | Извор   | Извор     | Извор |
| --- | ------------------------------- | ------- | --------- | ----- |
| | Емил Ларми                      | Голмани | Бен Баунс |       |
| Оливер Капанен – 16:14 Јесе Пулјујерви – 21:15 Јере Инала – 24:52 Јусо Рикола – 32:49 Оливер Капанен – 36:01 Оли Мете – 38:45 Мико Лехтонен – 46:39 Оливер Капанен – 52:57 | 1:0 2:0 3:0 4:0 5:0 6:0 7:0 8:0 |         |           |       |
| 4 мин | Искључења                       | 10 мин  |           |       |
| 47 | Шутеви на гол                   | 14      |           |       |

| 12. мај 2024. 16:20 | Данска | 1 : 5 (0:2, 1:0, 0:3) | Канада | Арена О2, Праг Посетилаца: 16.015 |

| Извор                   | Извор                   | Извор | Извор            | Извор |
| ----------------------- | ----------------------- | --- | ---------------- | ----- |
|                         | Фредерик Дикоу          | Голмани | Џордан Бинингтон |       |
| Кристијан Вејсе – 26:15 | 0:1 0:2 1:2 1:3 1:4 1:5 | 02:24 – Конор Бедард 15:25 – Дилан Козенс 41:52 – Конор Бедард 58:00 – Досон Мерсер 59:39 – Пјер-Лук Дубоа |                  |       |
| 12 мин                  | Искључења               | 12 мин |                  |       |
| 20                      | Шутеви на гол           | 42 |                  |       |

| 12. мај 2024. 20:20 | Аустрија | 5 : 6 (2:1, 2:3, 1:2) | Швајцарска | Арена О2, Праг Посетилаца: 13.512 |

| Извор | Извор                                     | Извор | Извор                | Извор |
| --- | ----------------------------------------- | --- | -------------------- | ----- |
| | Давид Кикерт                              | Голмани | Рето Бера Акира Шмид |       |
| Клеменс Унтервегер – 04:15 Паул Хубер – 14:33 Лукас Хаудум – 21:48 Лукас Хаудум – 34:45 Бењамин Баумгартнер – 52:17 | 1:0 2:0 2:1 3:1 3:2 3:3 3:4 :4 4:5 :5 5:6 | 15:48 – Роман Јоси 22:26 – Нико Хишир 29:30 – Роман Јоси 29:43 – Кен Јегер 40:43 – Нико Хишир 59:09 – Нико Хишир |                      |       |
| 12 мин | Искључења                                 | 6 мин |                      |       |
| 18 | Шутеви на гол                             | 36 |                      |       |

| 13. мај 2024. 16:20 | Норвешка | 1 : 4 (0:2, 1:2, 0:0) | Финска | Арена О2, Праг Посетилаца: 16.127 |

| Извор                | Извор               | Извор                                                         | Извор       | Извор |
| -------------------- | ------------------- | ------------------------------------------------------------- | ----------- | ----- |
|                      | Јонас Арнцен        | Голмани                                                       | Хари Сетери |       |
| Макс Крогдал – 38:47 | 0:1 0:2 0:3 0:4 1:4 | 06:49 – Оливер Капанен 17:56 – 20:27 – 30:59 – Оливер Капанен |             |       |
| 10 мин               | Искључења           | 4 мин                                                         |             |       |
| 14                   | Шутеви на гол       | 42                                                            |             |       |

| 13. мај 2024. 20:20 | Швајцарска | 2 : 1 (пен) (1:0, 0:1, 0:0, 0:0, 1:0) | Чешка | Арена О2, Праг Посетилаца: 17.413 |

| Извор                                                                               | Извор           | Извор                                                                                        | Извор        | Извор |
| ----------------------------------------------------------------------------------- | --------------- | -------------------------------------------------------------------------------------------- | ------------ | ----- |
|                                                                                     | Леонардо Ђенони | Голмани                                                                                      | Лукаш Достал |       |
| Кевин Фиала – 13:36 Свен Андригето Кевин Фиала Филип Курашев Ромен Лефел Роман Јоси | 1:0 1:1 Пенали  | 35:57 – Матјеј Странски Ондреј Каше Матјеј Странскиý Давид Томашек Роман Червенка Јакуб Флек |              |       |
| 10 мин                                                                              | Искључења       | 12 мин                                                                                       |              |       |
| 26                                                                                  | Шутеви на гол   | 24                                                                                           |              |       |

| 14. мај 2024. 16:20 | Данска | 0 : 2 (0:0, 0:1, 0:1) | Норвешка | Арена О2, Праг Посетилаца: 10.011 |

| Извор | Извор          | Извор                         | Извор            | Извор |
| ----- | -------------- | ----------------------------- | ---------------- | ----- |
|       | Фредерик Дикоу | Голмани                       | Хенрик Хавкеланд |       |
|       | 0:1 0:2        | 27:45 – 59:49 – Ејрик Салстен |                  |       |
| 4 мин | Искључења      | 6 мин                         |                  |       |
| 24    | Шутеви на гол  | 29                            |                  |       |

| 14. мај 2024. 20:20 | Канада | 7 : 6 (про) (3:1, 3:0, 0:5, 1:0) | Аустрија | Арена О2, Праг Посетилаца: 14.704 |

| Извор | Извор                                               | Извор | Извор          | Извор |
| --- | --------------------------------------------------- | --- | -------------- | ----- |
| | Џордан Бинингтон                                    | Голмани | Давид Мадленер |       |
| Дилан Козенс – 06:34 Кајден Гуле – 09:21 Боуен Бајрам – 13:29 Џаред Макен – 22:57 Конор Бедард – 29:32 Пјер-Лук Дубоа – 37:56 Џон Таварес – 60:15 | 1:0 2:0 2:1 3:1 4:1 5:1 6:1 6:2 6:3 6:4 6:5 6:6 7:6 | 10:11 – Бењамин Ниснер 43:14 – Бењамин Баумгартнер 44:08 – Петер Шнајдер 50:41 – Доминик Цвергер 55:56 – Петер Шнајдер 59:11 – Марко Роси |                |       |
| 4 мин | Искључења                                           | 4 мин |                |       |
| 49 | Шутеви на гол                                       | 21 |                |       |

| 15. мај 2024. 16:20 | Чешка | 7 : 4 (1:1, 2:1, 4:2) | Данска | Арена О2, Праг Посетилаца: 17.413 |

| Извор | Извор                                      | Извор                                                                                  | Извор          | Извор |
| --- | ------------------------------------------ | -------------------------------------------------------------------------------------- | -------------- | ----- |
| | Лукаш Достал                               | Голмани                                                                                | Фредерик Дикоу |       |
| Јан Рута – 19:52 Јакуб Флек – 22:50 Лукаш Седлак – 24:29 Томаш Кундратек – 46:16 Доминик Кубалик – 51:10 Матјеј Странски – 51:30 Ондреј Палат – 53:08 | 0:1 :1 2:1 3:1 3:2 3:3 4:3 5:3 6:3 6:4 7:4 | 18:54 – Кристијан Вејсе 39:36 – Патрик Расел 44:43 – Оскар Мелгор 51:51 – Матијас Фром |                |       |
| 6 мин | Искључења                                  | 6 мин                                                                                  |                |       |
| 39 | Шутеви на гол                              | 18                                                                                     |                |       |

| 15. мај 2024. 20:20 | Швајцарска | 3 : 0 (2:0, 1:0, 0:0) | Велика Британија | Арена О2, Праг Посетилаца: 15.239 |

| Извор                                                        | Извор         | Извор   | Извор        | Извор |
| ------------------------------------------------------------ | ------------- | ------- | ------------ | ----- |
|                                                              | Акира Шмид    | Голмани | Џексон Вистл |       |
| Нико Хишир – 03:48 Дин Кукан – 13:36 Нино Нидерајтер – 38:36 | 1:0 2:0 3:0   |         |              |       |
| 10 мин                                                       | Искључења     | 10 мин  |              |       |
| 30                                                           | Шутеви на гол | 15      |              |       |

| 16. мај 2024. 16:20 | Финска | 2 : 3 (2:0, 0:1, 0:2) | Аустрија | Арена О2, Праг Посетилаца: 15.387 |

| Извор                                         | Извор               | Извор                                                             | Извор        | Извор |
| --------------------------------------------- | ------------------- | ----------------------------------------------------------------- | ------------ | ----- |
|                                               | Хари Сетери         | Голмани                                                           | Давид Кикерт |       |
| Саку Меналанен – 02:51 Оливер Капанен – 08:06 | 1:0 2:0 2:1 2:2 2:3 | 23:36 – Марио Хубер 49:51 – Тимо Никл 59:59 – Бењамин Баумгартнер |              |       |
| 6 мин                                         | Искључења           | 6 мин                                                             |              |       |
| 32                                            | Шутеви на гол       | 20                                                                |              |       |

| 16. мај 2024. 20:20 | Канада | 4 : 1 (1:0, 1:0, 2:1) | Норвешка | Арена О2, Праг Посетилаца: 16.418 |

| Извор                                                                                   | Извор               | Извор                 | Извор            | Извор |
| --------------------------------------------------------------------------------------- | ------------------- | --------------------- | ---------------- | ----- |
|                                                                                         | Нико Доус           | Голмани               | Хенрик Хавкеланд |       |
| Брендон Танев – 11:50 Ендру Менгиапејн – 22:16 Дилан Козенс – 46:37 Џаред Макен – 58:30 | 1:0 2:0 2:1 3:1 4:1 | 42:47 – Стиан Солберг |                  |       |
| 6 мин                                                                                   | Искључења           | 6 мин                 |                  |       |
| 33                                                                                      | Шутеви на гол       | 6                     |                  |       |

| 17. мај 2024. 16:20 | Велика Британија | 3 : 4 (2:2, 1:1, 0:1) | Данска | Арена О2, Праг Посетилаца: 16.277 |

| Извор                                                          | Извор                     | Извор                                                                                  | Извор          | Извор |
| -------------------------------------------------------------- | ------------------------- | -------------------------------------------------------------------------------------- | -------------- | ----- |
|                                                                | Џексон Вистл              | Голмани                                                                                | Фредерик Дикоу |       |
| Лијам Кирк – 05:25 Кејд Нилсон – 10:34 Натанае Халберт – 38:34 | 1:0 1:1 1:2 :2 2:3 :3 3:4 | 06:26 – Микел Огорд 08:25 – Филип Бругисер 21:42 – Микел Огорд 52:01 – Кристијан Вејсе |                |       |
| 14 мин                                                         | Искључења                 | 12 мин                                                                                 |                |       |
| 31                                                             | Шутеви на гол             | 28                                                                                     |                |       |

| 17. мај 2024. 20:20 | Чешка | 4 : 0 (1:0, 2:0, 1:0) | Аустрија | Арена О2, Праг Посетилаца: 17.413 |

| Извор                                                                                | Извор           | Извор   | Извор          | Извор |
| ------------------------------------------------------------------------------------ | --------------- | ------- | -------------- | ----- |
|                                                                                      | Петр Мразек     | Голмани | Давид Мадленер |       |
| Ондреј Каше – 19:32 Доминик Кубалик – 35:49 Јакуб Флек – 36:53 Давид Томашек – 41:31 | 1:0 2:0 3:0 4:0 |         |                |       |
| 6 мин                                                                                | Искључења       | 6 мин   |                |       |
| 30                                                                                   | Шутеви на гол   | 21      |                |       |

| 18. мај 2024. 12:20 | Данска | 0 : 8 (0:2, 0:3, 0:3) | Швајцарска | Арена О2, Праг Посетилаца: 17.225 |

| Извор  | Извор                           | Извор | Извор           | Извор |
| ------ | ------------------------------- | --- | --------------- | ----- |
|        | Фредерик Дикоу Матијас Селдруп  | Голмани | Леонардо Ђенони |       |
|        | 0:1 0:2 0:3 0:4 0:5 0:6 0:7 0:8 | 04:10 – Нико Хишир 17:15 – Роман Јоси 20:39 – Кевин Фиала 23:58 – Кевин Фиала 33:43 – Свен Сентелер 42:49 – Калвин Туркауф 45:26 – Кристоф Берчи 54:18 – Тристан Шерви |                 |       |
| 10 мин | Искључења                       | 4 мин |                 |       |
| 17     | Шутеви на гол                   | 29 |                 |       |

| 18. мај 2024. 16:20 | Канада | 5 : 3 (2:2, 1:1, 2:0) | Финска | Арена О2, Праг Посетилаца: 17.303 |

| Извор | Извор                          | Извор                                                                    | Извор       | Извор |
| --- | ------------------------------ | ------------------------------------------------------------------------ | ----------- | ----- |
| | Џордан Бинингтон               | Голмани                                                                  | Хари Сетери |       |
| Дилан Козенс – 14:53 Брендон Танев – 16:30 Овен Пауер – 37:12 Брендон Хагел – 51:32 Досон Мерсер – 59:39 | 0:1 0:2 1:2 2:2 2:3 :3 4:3 5:3 | 01:35 – Јесе Пулјујерви 03:51 – Валтери Пустинен 36:07 – Јесе Пулјујерви |             |       |
| 31 мин                                                                                                   | Искључења                      | 8 мин                                                                    |             |       |
| 22 | Шутеви на гол                  | 32                                                                       |             |       |

| 18. мај 2024. 20:20 | Чешка | 4 : 1 (2:0, 2:1, 0:0) | Велика Британија | Арена О2, Праг Посетилаца: 17.413 |

| Извор                                                                               | Извор               | Извор              | Извор     | Извор |
| ----------------------------------------------------------------------------------- | ------------------- | ------------------ | --------- | ----- |
|                                                                                     | Лукаш Достал        | Голмани            | Бен Баунс |       |
| Лукаш Седлак – 02:18 Јакуб Крејчик – 04:46 Лукаш Седлак – 20:36 Ондреј Каше – 32:15 | 1:0 2:0 3:0 3:1 4:1 | 22:17 – Еван Моузи |           |       |
| 10 мин                                                                              | Искључења           | 4 мин              |           |       |
| 45                                                                                  | Шутеви на гол       | 15                 |           |       |

| 19. мај 2024. 16:20 | Норвешка | 1 : 4 (0:0, 0:3, 1:1) | Аустрија | Арена О2, Праг Посетилаца: 16.565 |

| Извор                          | Извор               | Извор                                                                                   | Извор        | Извор |
| ------------------------------ | ------------------- | --------------------------------------------------------------------------------------- | ------------ | ----- |
|                                | Хенрик Хавкеланд    | Голмани                                                                                 | Давид Кикерт |       |
| Сандер Волд Енгебратен – 53:04 | 0:1 0:2 0:3 1:3 1:4 | 28:14 – Петер Шнајдер 28:54 – Доминик Цвергер 33:53 – Петер Шнајдер 57:24 – Марио Хубер |              |       |
| 12 мин                         | Искључења           | 10 мин                                                                                  |              |       |
| 27                             | Шутеви на гол       | 27                                                                                      |              |       |

| 19. мај 2024. 20:20 | Швајцарска | 2 : 3 (1:1, 1:2, 0:0) | Канада | Арена О2, Праг Посетилаца: 17.268 |

| Извор                                   | Извор              | Извор                                                     | Извор            | Извор |
| --------------------------------------- | ------------------ | --------------------------------------------------------- | ---------------- | ----- |
|                                         | Леонардо Ђенони    | Голмани                                                   | Џордан Бинингтон |       |
| Кевин Фиала – 11:15 Ромен Лефел – 25:03 | 0:1 :1 2:1 2:2 2:3 | 01:42 – Дилан Козенс 28:46 – Дилан Козенс 30:39 – Ник Пол |                  |       |
| 31 мин                                  | Искључења          | 12 мин                                                    |                  |       |
| 22                                      | Шутеви на гол      | 23                                                        |                  |       |

| 20. мај 2024. 16:20 | Велика Британија | 2 : 5 (0:3, 1:1, 1:1) | Норвешка | Арена О2, Праг Посетилаца: 13.679 |

| Извор                                   | Извор                       | Извор | Извор            | Извор |
| --------------------------------------- | --------------------------- | --- | ---------------- | ----- |
|                                         | Џексон Вистл                | Голмани | Хенрик Хавкеланд |       |
| Брет Перлини – 24:56 Оли Бетриџ – 47:25 | 0:1 0:2 0:3 0:4 1:4 1:5 2:5 | 04:34 – Маркус Викингстад 06:46 – Патрик Торесен 12:25 – Ескилд Баке Олсен 21:18 – 44:36 – Ескилд Баке Олсен |                  |       |
| 12 мин                                  | Искључења                   | 6 мин |                  |       |
| 25                                      | Шутеви на гол               | 42 |                  |       |

| 20. мај 2024. 20:20 | Финска | 3 : 1 (0:0, 0:0, 3:1) | Данска | Арена О2, Праг Посетилаца: 16.251 |

| Извор                                                               | Извор           | Извор                   | Извор           | Извор |
| ------------------------------------------------------------------- | --------------- | ----------------------- | --------------- | ----- |
|                                                                     | Емил Ларми      | Голмани                 | Матијас Селдруп |       |
| Ханес Бјернинен – 43:26 Расмус Рисанен – 45:03 Пека Јормака – 59:07 | 1:0 2:0 2:1 3:1 | 58:16 – Александар Труе |                 |       |
| 4 мин                                                               | Искључења       | 8 мин                   |                 |       |
| 35                                                                  | Шутеви на гол   | 22                      |                 |       |

| 21. мај 2024. 12:20 | Аустрија | 2 : 4 (0:0, 1:1, 1:3) | Велика Британија | Арена О2, Праг Посетилаца: 16.306 |

| Извор                                          | Извор                   | Извор                                                                           | Извор     | Извор |
| ---------------------------------------------- | ----------------------- | ------------------------------------------------------------------------------- | --------- | ----- |
|                                                | Давид Кикерт            | Голмани                                                                         | Бен Баунс |       |
| Клеменс Унтервегер – 22:40 Марио Хубер – 59:15 | 1:0 1:1 1:2 1:3 1:4 2:4 | 27:44 – Бен О'Конор 41:59 – Брет Перлини 50:25 – Еван Моузи 55:31 – Роберт Дауд |           |       |
| 8 мин                                          | Искључења               | 10 мин                                                                          |           |       |
| 28                                             | Шутеви на гол           | 32                                                                              |           |       |

| 21. мај 2024. 16:20 | Канада | 4 : 3 (про) (0:0, 0:0, 3:3, 1:0) | Чешка | Арена О2, Праг Посетилаца: 17.314 |

| Извор                                                                                | Извор                       | Извор                                                               | Извор        | Извор |
| ------------------------------------------------------------------------------------ | --------------------------- | ------------------------------------------------------------------- | ------------ | ----- |
|                                                                                      | Џордан Бинингтон            | Голмани                                                             | Лукаш Достал |       |
| Дилан Козенс – 41:01 Досон Мерсер – 51:01 Брендон Хагел – 55:42 Дилан Козенс – 63:13 | 1:0 1:1 2:1 3:1 3:2 3:3 4:3 | 49:11 – Доминик Кубалик 56:56 – Ондреј Палат 58:11 – Роман Червенка |              |       |
| 8 мин                                                                                | Искључења                   | 4 мин                                                               |              |       |
| 26                                                                                   | Шутеви на гол               | 22                                                                  |              |       |

| 21. мај 2024. 20:20 | Финска | 1 : 3 (0:0, 1:2, 0:1) | Швајцарска | Арена О2, Праг Посетилаца: 17.118 |

| Извор              | Извор           | Извор                                                          | Извор      | Извор |
| ------------------ | --------------- | -------------------------------------------------------------- | ---------- | ----- |
|                    | Хари Сетери     | Голмани                                                        | Акира Шмид |       |
| Јере Инала – 37:51 | 0:1 0:2 1:2 1:3 | 25:14 – Кевин Фиала 27:26 – Андреа Глаузер 56:33 – Кевин Фиала |            |       |
| 29 мин             | Искључења       | 4 мин                                                          |            |       |
| 16                 | Шутеви на гол   | 26                                                             |            |       |

### Група Б
|  | Пласман у четвртфинале          |
|  | Испадање у Дивизију I - група A |

| #  | Репрезентација   | Ут | П | Ппр | Ипр | И | ГД | ГП | ГР  | Бод |
| -- | ---------------- | -- | - | --- | --- | - | -- | -- | --- | --- |
| 1. | Шведска          | 7  | 0 | 0   | 0   | 0 | 35 | 9  | +26 | 21  |
| 2. | Сједињене Државе | 7  | 5 | 0   | 1   | 1 | 37 | 16 | +21 | 16  |
| 3. | Немачка          | 7  | 5 | 0   | 0   | 2 | 34 | 24 | +10 | 15  |
| 4. | Словачка         | 7  | 3 | 1   | 1   | 2 | 26 | 23 | +3  | 12  |
| 5. | Летонија         | 7  | 1 | 3   | 0   | 3 | 19 | 29 | -10 | 9   |
| 6. | Казахстан        | 7  | 2 | 0   | 0   | 5 | 12 | 31 | -19 | 6   |
| 7. | Француска        | 7  | 1 | 0   | 1   | 5 | 13 | 26 | -13 | 4   |
| 8. | Пољска           | 7  | 0 | 0   | 1   | 6 | 11 | 29 | -18 | 1   |

Извор:ИИХФ

Правила пласмана: 1) бодови; 2) међусобни сусрет; 3) међусобна гол-разлика; 4) међусобни број постигнутих голова; 5) резултат против најближе најбоље рангиране екипе ван изједначених екипа; 6) резултат против другопласиране екипе ван изједначених екипа; 7) носиоци пре турнира. 

Напомена: а Белорусија 3:4 Велика Британија

| 10. мај 2024. 16:20 | Словачка | 4 : 6 (0:0, 2:3, 2:3) | Немачка | Остравар арена, Острава Посетилаца: 9.109 |

| Извор                                                                                   | Извор                                   | Извор | Извор          | Извор |
| --------------------------------------------------------------------------------------- | --------------------------------------- | --- | -------------- | ----- |
|                                                                                         | Станислав Шкорванек                     | Голмани | Филип Грубауер |       |
| Марек Хривик – 36:06 Мартин Фехервари – 38:09 Либор Худачек – 54:13 Матуш Сукељ – 59:45 | 0:1 0:2 1:2 2:2 2:3 2:4 3:4 3:5 3:6 4:6 | 29:46 – Доминик Кахун 32:31 – Јонас Милер 39:31 – Лукас Келбл 44:27 – Марк Михаелис 56:02 – Леонард Пфедерл 58:55 – Тобијас Едер |                |       |
| 14 мин                                                                                  | Искључења                               | 8 мин |                |       |
| 39                                                                                      | Шутеви на гол                           | 22 |                |       |

| 10. мај 2024. 20:20 | Шведска | 5 : 2 (1:0, 2:1, 2:1) | Сједињене Државе | Остравар арена, Острава Посетилаца: 9.109 |

| Извор | Извор                       | Извор                                    | Извор       | Извор |
| --- | --------------------------- | ---------------------------------------- | ----------- | ----- |
| | Филип Густавсон             | Голмани                                  | Алекс Лајон |       |
| Јоел Ериксон Ек – 08:20 Лукас Рејмонд – 23:45 Маркус Јохансон – 36:39 Виктор Хедман – 59:01 Јоел Ериксон Ек – 59:54 | 1:0 2:0 2:1 3:1 3:2 4:2 5:2 | 32:32 – Зак Веренски 43:43 – Брок Нелсон |             |       |
| 6 мин | Искључења                   | 0 мин                                    |             |       |
| 38 | Шутеви на гол               | 30                                       |             |       |

| 11. мај 2024. 12:20 | Француска | 1 : 3 (1:2, 0:1, 0:0) | Казахстан | Остравар арена, Острава Посетилаца: 9.109 |

| Извор                  | Извор             | Извор                                                                  | Извор        | Извор |
| ---------------------- | ----------------- | ---------------------------------------------------------------------- | ------------ | ----- |
|                        | Себастијан Иленен | Голмани                                                                | Андреј Шутов |       |
| Енцо Катангало – 02:00 | 1:0 1:1 1:2 1:3   | 03:06 – Роман Старченко 07:30 – Максим Мухаметов 37:47 – Кирил Савицки |              |       |
| 2 мин                  | Искључења         | 4 мин                                                                  |              |       |
| 29                     | Шутеви на гол     | 24                                                                     |              |       |

| 11. мај 2024. 16:20 | Пољска | 4 : 5 (про) (1:0, 1:1, 2:3, 0:1) | Летонија | Остравар арена, Острава Посетилаца: 9.109 |

| Извор                                                                                     | Извор                              | Извор | Извор            | Извор |
| ----------------------------------------------------------------------------------------- | ---------------------------------- | --- | ---------------- | ----- |
|                                                                                           | Џон Мари                           | Голмани | Елвис Мерзљикинс |       |
| Кшиштоф Мацијас – 15:29 Камил Валенга – 28:15 Кшиштоф Мацијас – 47:56 Матеуш Брик – 56:24 | 1:0 1:1 2:1 2:2 3:3 3:3 3:4 :4 4:5 | 22:18 – Робертс Мамчиц 42:32 – Родриго Аболс 52:25 – Каспарс Даугавињш 54:54 – Рихардс Букартс 63:29 – Каспарс Даугавињш |                  |       |
| 4 мин                                                                                     | Искључења                          | 8 мин |                  |       |
| 22                                                                                        | Шутеви на гол                      | 37 |                  |       |

| 11. мај 2024. 20:20 | Сједињене Државе | 6 : 1 (2:0, 2:1, 2:0) | Немачка | Остравар арена, Острава Посетилаца: 9.109 |

| Извор | Извор                       | Извор               | Извор               | Извор |
| --- | --------------------------- | ------------------- | ------------------- | ----- |
| | Алекс Лајон Треј Августин   | Голмани             | Матијас Нидербергер |       |
| Брејди Ткачук – 12:15 Мајкл Кеселринг – 17:20 Џони Гудро – 32:23 Лук Хјуз – 39:57 Тревор Зеграс – 50:09 Мајкл Ејсимонт – 52:28 | 1:0 2:0 3:0 3:1 4:1 5:1 6:1 | 34:05 – Јасин Ехлиз |                     |       |
| 2 мин | Искључења                   | 6 мин               |                     |       |
| 43 | Шутеви на гол               | 26                  |                     |       |

| 12. мај 2024. 12:20 | Словачка | 6 : 2 (3:0, 1:1, 2:1) | Казахстан | Остравар арена, Острава Посетилаца: 9.109 |

| Извор | Извор                           | Извор                                            | Извор                        | Извор |
| --- | ------------------------------- | ------------------------------------------------ | ---------------------------- | ----- |
| | Станислав Шкорванек             | Голмани                                          | Андреј Шутов Никита Бојаркин |       |
| Мартин Поспишил – 11:54 Мартин Фашко-Рудаш – 12:28 Матуш Сукел – 17:56 Либор Худачек – 28:28 Мартин Поспишил – 41:18 Лукаш Цингел – 45:06 | 1:0 2:0 3:0 3:1 4:1 5:1 6:1 6:2 | 32:02 – Аликхан Асетов 51:05 – Аликхам Омирбеков |                              |       |
| 10 мин | Искључења                       | 8 мин                                            |                              |       |
| 42 | Шутеви на гол                   | 16                                               |                              |       |

| 12. мај 2024. 16:20 | Летонија | 3 : 2 (про) (0:1, 0:0, 2:1, 1:0) | Француска | Остравар арена, Острава Посетилаца: 8.525 |

| Извор                                                                   | Извор              | Извор                                              | Извор         | Извор |
| ----------------------------------------------------------------------- | ------------------ | -------------------------------------------------- | ------------- | ----- |
|                                                                         | Елвис Мерзљикинс   | Голмани                                            | Јулијан Жунка |       |
| Родриго Аболс – 42:59 Робертс Букартс – 51:48 Каспарс Даугавињш – 64:59 | 0:1 :1 2:1 2:2 3:2 | 16:02 – Стефан Да Коста 56:51 – Пјер-Едуар Белемар |               |       |
| 29 мин                                                                  | Искључења          | 35 мин                                             |               |       |
| 36                                                                      | Шутеви на гол      | 29                                                 |               |       |

| 12. мај 2024. 20:20 | Шведска | 5 : 1 (2:0, 1:0, 2:1) | Пољска | Остравар арена, Острава Посетилаца: 8.425 |

| Извор | Извор                   | Извор                  | Извор           | Извор |
| --- | ----------------------- | ---------------------- | --------------- | ----- |
| | Филип Густавсон         | Голмани                | Давид Заболотни |       |
| Маркус Јохансон – 03:34 Лукас Рејмонд – 06:17 Ерик Карлсон – 32:31 Андре Бураковски – 54:27 Ерик Карлсон – 55:25 | 1:0 2:0 3:0 3:1 4:1 5:1 | 42:18 – Алан Лишчарчик |                 |       |
| 4 мин | Искључења               | 10 мин                 |                 |       |
| 38 | Шутеви на гол           | 15                     |                 |       |

| 13. мај 2024. 16:20 | Сједињене Државе | 4 : 5 (про) (0:2, 1:2, 3:0, 0:1) | Словачка | Остравар арена, Острава Посетилаца: 9.109 |

| Извор                                                                       | Извор                               | Извор | Извор          | Извор |
| --------------------------------------------------------------------------- | ----------------------------------- | --- | -------------- | ----- |
|                                                                             | Алекс Недељковић Треј Августин      | Голмани                                                                                                  | Самјуел Хлавај |       |
| Мет Болди – 24:48 Шејн Пинто – 44:32 Брејди Ткачук – 53:56 Лук Хјуз – 56:38 | 0:1 0:2 1:2 1:3 1:4 2:4 3:4 4:4 4:5 | 03:17 – Милош Келемен 11:26 – Либор Худачек 27:03 – Шимон Немец 28:47 – Патрик Кох 63:56 – Милош Келемен |                |       |
| 8 мин                                                                       | Искључења                           | 8 мин |                |       |
| 43                                                                          | Шутеви на гол                       | 25 |                |       |

| 13. мај 2024. 20:20 | Немачка | 1 : 6 (0:3, 0:2, 1:1) | Шведска | Остравар арена, Острава Посетилаца: 8.309 |

| Извор                   | Извор                              | Извор | Извор         | Извор |
| ----------------------- | ---------------------------------- | --- | ------------- | ----- |
|                         | Филип Грубауер Матијас Нидербергер | Голмани | Самјуел Ерсон |       |
| Леонард Пфедерл – 47:38 | 0:1 0:2 0:3 0:4 0:5 1:5 1:6        | 02:54 – Ерик Карлсон 14:52 – Маркус Петерсон 19:57 – Виктор Олофсон 24:31 – Карл Грундстром 29:22 – Андре Бураковски 51:08 – Исак Лундестром |               |       |
| 14 мин                  | Искључења                          | 2 мин |               |       |
| 16                      | Шутеви на гол                      | 46 |               |       |

| 14. мај 2024. 16:20 | Казахстан | 0 : 2 (0:0, 0:2, 0:0) | Летонија | Остравар арена, Острава Посетилаца: 7.025 |

| Извор | Извор         | Извор                                        | Извор               | Извор |
| ----- | ------------- | -------------------------------------------- | ------------------- | ----- |
|       | Андреј Шутов  | Голмани                                      | Кристерс Гудлевскис |       |
|       | 0:1 0:2       | 31:48 – Робертс Букартс 35:22 – Харалдс Егле |                     |       |
| 2 мин | Искључења     | 8 мин                                        |                     |       |
| 22    | Шутеви на гол | 26                                           |                     |       |

| 14. мај 2024. 20:20 | Пољска | 2 : 4 (0:2, 2:2, 0:0) | Француска | Остравар арена, Острава Посетилаца: 6.797 |

| Извор                                     | Извор                   | Извор                                                                                        | Извор             | Извор |
| ----------------------------------------- | ----------------------- | -------------------------------------------------------------------------------------------- | ----------------- | ----- |
|                                           | Џон Мари Томаш Фучик    | Голмани                                                                                      | Себастијан Иленен |       |
| Доминик Пас – 36:08 Бартош Фрашко – 37:39 | 0:1 0:2 0:3 0:4 1:4 2:4 | 08:47 – Жостин Адамо 11:32 – Жостин Адамо 24:21 – Стефан Да Коста 27:46 – Пјер-Едуар Белемар |                   |       |
| 8 мин                                     | Искључења               | 8 мин                                                                                        |                   |       |
| 25                                        | Шутеви на гол           | 32                                                                                           |                   |       |

| 15. мај 2024. 16:20 | Немачка | 8 : 1 (2:0, 5:1, 1:0) | Летонија | Остравар арена, Острава Посетилаца: 8.652 |

| Извор | Извор                               | Извор                 | Извор                                | Извор |
| --- | ----------------------------------- | --------------------- | ------------------------------------ | ----- |
| | Филип Грубауер                      | Голмани               | Кристерс Гудлевскис Елвис Мерзљикинс |       |
| Доминик Кахун – 05:27 Кај Висман – 18:05 Леонард Пфедерл – 20:48 Паркер Туоми – 22:42 Џон−Џејсон Петерка – 25:37 Марк Михаелис – 30:54 Џон−Џејсон Петерка – 35:53 Нико Штурм – 44:28 | 1:0 2:0 3:0 4:0 5:0 6:0 7:0 7:1 8:1 | 39:02 – Маркус Комулс |                                      |       |
| 6 мин | Искључења                           | 12 мин                |                                      |       |
| 31 | Шутеви на гол                       | 21                    |                                      |       |

| 15. мај 2024. 20:20 | Словачка | 4 : 0 (2:0, 0:0, 2:0) | Пољска | Остравар арена, Острава Посетилаца: 9.109 |

| Извор                                                                                | Извор           | Извор   | Извор                       | Извор |
| ------------------------------------------------------------------------------------ | --------------- | ------- | --------------------------- | ----- |
|                                                                                      | Самјуел Хлавај  | Голмани | Томаш Фучик Давид Заболотни |       |
| Лукаш Цингел – 02:03 Томаш Татар – 11:46 Петер Цегларик – 57:22 Лукаш Цингел – 57:34 | 1:0 2:0 3:0 4:0 |         |                             |       |
| 6 мин                                                                                | Искључења       | 8 мин   |                             |       |
| 44                                                                                   | Шутеви на гол   | 20      |                             |       |

| 16. мај 2024. 16:20 | Казахстан | 1 : 3 (0:1, 0:1, 1:1) | Шведска | Остравар арена, Острава Посетилаца: 5.378 |

| Извор                  | Извор           | Извор                                                                    | Извор         | Извор |
| ---------------------- | --------------- | ------------------------------------------------------------------------ | ------------- | ----- |
|                        | Никита Бојаркин | Голмани                                                                  | Самјуел Ерсон |       |
| Адил Бекетајев – 45:36 | 0:1 0:2 0:3 1:3 | 10:20 – Маркус Јохансон 35:08 – Линус Јохансон 41:51 – Фабијан Цетерлунд |               |       |
| 31 мин                 | Искључења       | 4 мин                                                                    |               |       |
| 11                     | Шутеви на гол   | 44                                                                       |               |       |

| 16. мај 2024. 20:20 | Сједињене Државе | 5 : 0 (4:0, 0:0, 1:0) | Француска | Остравар арена, Острава Посетилаца: 5.494 |

| Извор                                                                                         | Извор               | Извор   | Извор                         | Извор |
| --------------------------------------------------------------------------------------------- | ------------------- | ------- | ----------------------------- | ----- |
|                                                                                               | Алекс Недељковић    | Голмани | Јулијан Жунка Квентин Папијон |       |
| Брок Нелсон – 00:45 Мет Болди – 03:24 Мет Болди – 12:30 Џони Гудро – 18:07 Шејн Пинто – 57:52 | 1:0 2:0 3:0 4:0 5:0 |         |                               |       |
|                                                                                               |                     |         |                               |       |
|                                                                                               |                     |         |                               |       |

| 17. мај 2024. 16:20 | Немачка | 8 : 2 (2:1, 3:0, 3:1) | Казахстан | Остравар арена, Острава Посетилаца: 8.479 |

| Извор | Извор                                   | Извор                                          | Извор        | Извор |
| --- | --------------------------------------- | ---------------------------------------------- | ------------ | ----- |
| | Филип Грубауер                          | Голмани                                        | Андреј Шутов |       |
| Максимилијан Субер – 01:02 Паркер Туоми – 02:24 Џон−Џејсон Петерка – 21:11 Лукас Решел – 28:29 Лукас Келбл – 35:17 Лукас Решел – 50:27 Фредерик Тифелс – 54:14 / Максимилијан Кастнер – 58:34 | 1:0 2:0 2:1 3:1 4:1 5:1 6:1 6:2 7:2 8:2 | 07:59 – Роман Старченко 51:52 – Артјом Корољов |              |       |
| 6 мин | Искључења                               | 2 мин                                          |              |       |
| 35 | Шутеви на гол                           | 20                                             |              |       |

| 17. мај 2024. 20:20 | Пољска | 1 : 4 (0:0, 0:2, 1:2) | Сједињене Државе | Остравар арена, Острава Посетилаца: 8.935 |

| Извор                | Извор               | Извор                                                                               | Извор         | Извор |
| -------------------- | ------------------- | ----------------------------------------------------------------------------------- | ------------- | ----- |
|                      | Џон Мари            | Голмани                                                                             | Треј Августин |       |
| Гжегож Пашут – 46:22 | 0:1 0:2 0:3 1:3 1:4 | 30:11 – Мајкл Кеселринг 39:17 – Брејди Ткачук 41:11 – Кол Кофилд 49:15 – Кол Кофилд |               |       |
| 2 мин                | Искључења           | 8 мин                                                                               |               |       |
| 21                   | Шутеви на гол       | 57                                                                                  |               |       |

| 18. мај 2024. 12:20 | Летонија | 2 : 7 (0:2, 2:4, 0:1) | Шведска | Остравар арена, Острава Посетилаца: 9.109 |

| Извор                                            | Извор                               | Извор | Извор           | Извор |
| ------------------------------------------------ | ----------------------------------- | --- | --------------- | ----- |
|                                                  | Елвис Мерзљикинс Ерикс Витолс       | Голмани | Филип Густавсон |       |
| Каспарс Даугавињш – 22:54 Робертс Мамчиц – 23:17 | 0:1 0:2 1:2 2:2 2:3 2:4 2:5 2:6 2:7 | 04:50 – Расмус Далин 06:57 – Јонас Бродин 32:59 – Фабијан Цетерлунд 33:16 – Фабијан Цетерлунд 33:25 – Јоел Ериксон Ек 35:36 – Маркус Петерсон 58:51 – Маркус Јохансон |                 |       |
| 18 мин                                           | Искључења                           | 35 мин |                 |       |
| 23                                               | Шутеви на гол                       | 34 |                 |       |

| 18. мај 2024. 16:20 | Немачка | 4 : 2 (0:0, 2:0, 2:2) | Пољска | Остравар арена, Острава Посетилаца: 9.109 |

| Извор                                                                                           | Извор                   | Извор                                       | Извор           | Извор |
| ----------------------------------------------------------------------------------------------- | ----------------------- | ------------------------------------------- | --------------- | ----- |
|                                                                                                 | Матијас Нидербергер     | Голмани                                     | Давид Заболотни |       |
| Александер Ел – 25:14 Џон−Џејсон Петерка – 35:17 Јасин Ехлиз – 44:28 Џон−Џејсон Петерка – 56:11 | 1:0 2:0 3:0 3:1 3:2 4:2 | 53:13 – Патрик Вајда 55:19 – Филип Коморски |                 |       |
| 4 мин                                                                                           | Искључења               | 4 мин                                       |                 |       |
| 35                                                                                              | Шутеви на гол           | 21                                          |                 |       |

| 18. мај 2024. 20:20 | Француска | 2 : 4 (0:1, 1:2, 1:1) | Словачка | Остравар арена, Острава Посетилаца: 9.109 |

| Извор                                        | Извор                             | Извор                                                                                 | Извор          | Извор |
| -------------------------------------------- | --------------------------------- | ------------------------------------------------------------------------------------- | -------------- | ----- |
|                                              | Себастијан Иленен Квентин Папијон | Голмани                                                                               | Самјуел Хлавај |       |
| Саша Треј – 35:44 Флориан Шакиашвили – 59:53 | 0:1 0:2 0:3 1:3 1:4 2:4           | 19:56 – Павол Регенда 22:35 – Либор Худачек 29:56 – Либор Худачек 48:24 – Марио Грман |                |       |
| 8 мин                                        | Искључења                         | 6 мин                                                                                 |                |       |
| 27                                           | Шутеви на гол                     | 24                                                                                    |                |       |

| 19. мај 2024. 16:20 | Сједињене Државе | 10 : 1 (4:0, 3:0,3:1) | Казахстан | Остравар арена, Острава Посетилаца: 8.468 |

| Извор | Извор                                        | Извор                    | Извор                        | Извор |
| --- | -------------------------------------------- | ------------------------ | ---------------------------- | ----- |
| | Алекс Недељковић                             | Голмани                  | Никита Бојаркин Андреј Шутов |       |
| Мет Болди – 04:37 Брејди Ткачук – 07:16 Брок Нелсон – 16:50 Брејди Ткачук – 18:28 Гавин Бриндли – 21:39 Мет Болди – 23:32 Лук Кунин – 31:04 Брејди Ткачук – 45:21 Кевин Хејз – 45:42 Џони Гудро – 50:06 | 1:0 2:0 3:0 4:0 5:0 6:0 7:0 8:0 9:0 9:1 10:1 | 46:57 – Алихан Омирбеков |                              |       |
| 4 мин | Искључења                                    | 14 мин                   |                              |       |
| 58 | Шутеви на гол                                | 14                       |                              |       |

| 19. мај 2024. 20:20 | Словачка | 2 : 3 (пен) (0:1, 0:0, 2:1, 0:0, 0:1) | Летонија | Остравар арена, Острава Посетилаца: 9.109 |

| Извор | Извор                 | Извор | Извор               | Извор |
| --- | --------------------- | --- | ------------------- | ----- |
| | Самјуел Хлавај        | Голмани | Кристерс Гудлевскис |       |
| Мартин Поспишил – 42:06 Петер Цегларик – 58:16 Либор Худачек Јурај Слафковски Матуш Сукељ Лукаш Цингел Томаш Татар Либор Худачек Јурај Слафковски | 0:1 :1 2:1 2:2 Пенали | 18:39 – Ралфс Фрејбергс 58:40 – Оскарс Цибуљскис Родриго Аболс Данс Лочмелис Робертс Букартс Каспарс Даугавињш Ренарс Крастенбергсs Каспарс Даугавињш Данс Лочмелис |                     |       |
| 10 мин | Искључења             | 10 мин |                     |       |
| 43 | Шутеви на гол         | 43 |                     |       |

| 20. мај 2024. 16:20 | Шведска | 3 : 1 (0:0, 1:1, 2:0) | Француска | Остравар арена, Острава Посетилаца: 6.805 |

| Извор                                                               | Извор           | Извор               | Извор           | Извор |
| ------------------------------------------------------------------- | --------------- | ------------------- | --------------- | ----- |
|                                                                     | Самјуел Ерсон   | Голмани             | Квентин Папијон |       |
| Лукас Рејмонд – 28:00 Ерик Карлсон – 41:29 Андре Бураковски – 59:56 | 1:0 1:1 2:1 3:1 | 29:23 – Шарл Бетран |                 |       |
| 4 мин                                                               | Искључења       | 6 мин               |                 |       |
| 38                                                                  | Шутеви на гол   | 13                  |                 |       |

| 20. мај 2024. 20:20 | Казахстан | 3 : 1 (1:1, 0:0, 2:0) | Пољска | Остравар арена, Острава Посетилаца: 9.109 |

| Извор                                                                  | Извор          | Извор                 | Извор    | Извор |
| ---------------------------------------------------------------------- | -------------- | --------------------- | -------- | ----- |
|                                                                        | Андреј Шутов   | Голмани               | Џон Мари |       |
| Никита Михајлис – 12:35 Валериј Орехов – 50:20 Роман Старченко – 54:25 | 0:1 :1 2:1 3:1 | 09:11 – Камил Валенга |          |       |
| 10 мин                                                                 | Искључења      | 4 мин                 |          |       |
| 22                                                                     | Шутеви на гол  | 24                    |          |       |

| 21. мај 2024. 12:20 | Француска | 3 :6 (1:1, 2:3, 0:2) | Немачка | Остравар арена, Острава Посетилаца: 9.109 |

| Извор                                                       | Извор                              | Извор | Извор          | Извор |
| ----------------------------------------------------------- | ---------------------------------- | --- | -------------- | ----- |
|                                                             | Квентин Папијон Јулијан Жунка      | Голмани | Филип Грубауер |       |
| Валентин Клеро – 16:49 Антони Реш – 21:09 Саша Треј – 26:18 | 0:1 :1 2:1 2:2 3:2 3:3 3:4 3:5 3:6 | 19:04 – Марк Михаелис 25:56 – Лукас Келбл 31:01 – Војћех Стаховјак 31:23 – Максимилијан Кастнер 41:19 – Војћех Стаховјак 44:50 – Лукас Решел |                |       |
| 16 мин                                                      | Искључења                          | 29 мин |                |       |
| 23                                                          | Шутеви на гол                      | 40 |                |       |

| 21. мај 2024. 16:20 | Летонија | 3 : 6 (0:2, 1:1, 2:3) | Сједињене Државе | Остравар арена, Острава Посетилаца: 8.924 |

| Извор                                                                       | Извор                               | Извор | Извор          | Извор |
| --------------------------------------------------------------------------- | ----------------------------------- | --- | -------------- | ----- |
|                                                                             | Кристерс Гудлевскис                 | Голмани | Чарли Линдгрен |       |
| Ренарс Крастенбергс – 23:35 Едуардс Тралмакс – 44:44 Робертс Мамчиц – 45:00 | 0:1 0:2 0:3 1:3 1:4 2:4 3:4 3:5 3:6 | 01:23 – Брејди Ткачук 13:20 – Зек Веренски 22:34 – Кол Кофилд 40:15 – Мет Болди 48:46 – Кол Кофилд 59:15 – Џоел Фараби |                |       |
| 12 мин                                                                      | Искључења                           | 18 мин |                |       |
| 30                                                                          | Шутеви на гол                       | 43 |                |       |

| 21. мај 2024. 20:20 | Шведска | 6 : 1 (1:0, 3:0, 2:1) | Словачка | Остравар арена, Острава Посетилаца: 9.109 |

| Извор | Извор                       | Извор              | Извор               | Извор |
| --- | --------------------------- | ------------------ | ------------------- | ----- |
| | Филип Густавсон             | Голмани            | Станислав Шкорванек |       |
| Лукас Рејмонд – 02:20 Ерик Карлсон – 27:31 Андре Бураковски – 32:38 Исак Лундестром – 33:15 Јоел Ериксон Ек – 49:15 Јоел Ериксон Ек – 57:35 | 1:0 2:0 3:0 4:0 5:0 5:1 6:1 | 50:49 – Михал Иван |                     |       |
| 12 мин | Искључења                   | 12 мин             |                     |       |
| 43 | Шутеви на гол               | 18                 |                     |       |

## Елиминациона фаза
Парови четвртфинала одређени су на основу пласмана у групној фази такмичења, док је за полуфинале обављен накнадни жреб на коме су парови одређени на основу пласмана на ранг листи ИИХФ-а (по систему где је најбоља екипа играла са најлошијом)

### Четвртфинале
| 23. мај 2024. 16:20 | Канада | 6 : 3 (2:1, 1:0, 3:2) | Словачка | Арена О2, Праг Посетилаца: 17.275 |

| Извор | Извор                               | Извор                                                             | Извор          | Извор |
| --- | ----------------------------------- | ----------------------------------------------------------------- | -------------- | ----- |
| | Џордан Бинингтон                    | Голмани                                                           | Самјуел Хлавај |       |
| Џаред Макен – 02:45 Пјер-Лук Дубоа – 04:15 Ник Пол – 23:48 Дилан Гентер – 46:20 Брендон Танев– 46:40 Ник Пол – 59:10 | 1:0 2:0 2:1 3:1 4:1 5:1 5:2 5:3 6:3 | 07:56 – Петер Цегларик 47:08 – Милош Келемен 56:57 – Марек Хривик |                |       |
| 10 мин | Искључења                           | 12 мин                                                            |                |       |
| 43 | Шутеви на гол                       | 21                                                                |                |       |

| 23. мај 2024. 16:20 | Швајцарска | 3 : 1 (2:0, 0:1, 1:0) | Немачка | Остравар арена, Острава Посетилаца: 6.583 |

| Извор                                                          | Извор           | Извор                 | Извор          | Извор |
| -------------------------------------------------------------- | --------------- | --------------------- | -------------- | ----- |
|                                                                | Леонардо Ђенони | Голмани               | Филип Грубауер |       |
| Кристоф Берчи – 07:22 Нико Хишир – 16:28 Кристоф Берчи – 59:02 | 1:0 2:0 2:1 3:1 | 31:33 – Доминик Кахун |                |       |
| 8 мин                                                          | Искључења       | 6 мин                 |                |       |
| 25                                                             | Шутеви на гол   | 15                    |                |       |

| 23. мај 2024. 20:20 | Сједињене Државе | 0 : 1 (0:0, 0:1, 0:0) | Чешка | Арена О2, Праг Посетилаца: 17.413 |

| Извор | Извор          | Извор              | Извор        | Извор |
| ----- | -------------- | ------------------ | ------------ | ----- |
|       | Чарли Линдгрен | Голмани            | Лукаш Достал |       |
|       | 0:1            | 26:39 – Павел Заха |              |       |
| 4 мин | Искључења      | 6 мин              |              |       |
| 36    | Шутеви на гол  | 28                 |              |       |

| 23. мај 2024. 20:20 | Шведска | 2 : 1 (про) (0:0, 0:0, 1:1, 1:0) | Финска | Остравар арена, Острава Посетилаца: 6.691 |

| Извор                                | Извор           | Извор                   | Извор      | Извор |
| ------------------------------------ | --------------- | ----------------------- | ---------- | ----- |
|                                      | Филип Густавсон | Голмани                 | Емил Ларми |       |
| Расмус Далин – 55:02 Јоел Ериксон Ек | 1:0 1:1 2:1     | 59:02 – Ханес Бјернинен |            |       |
| 2 мин                                | Искључења       | 8 мин                   |            |       |
| 35                                   | Шутеви на гол   | 20                      |            |       |

### Полуфинале
| 25. мај 2024. 14:20 | Шведска | 3 : 7 (2:3, 1:3, 0:2) | Чешка | Арена О2, Праг Посетилаца: 17.413 |

| Извор                                                                   | Извор                                   | Извор | Извор        | Извор |
| ----------------------------------------------------------------------- | --------------------------------------- | --- | ------------ | ----- |
|                                                                         | Филип Густавсон Самуел Ерсон            | Голмани | Лукаш Достал |       |
| Маркус Јохансон – 03:39 Маркус Петерсон – 08:08 Јоел Ериксон Ек – 35:30 | 1:0 1:1 2:1 2:2 2:3 2:4 2:5 3:5 3:6 3:7 | 07:48 – Доминик Кубалик 09:37 – Давид Кемпф 26:05 – Ондреј Каше 26:21 – Мартин Нечас 29:03 – Доминик Кубалик 45:40 – Лукаш Седлак 53:42 – Лукаш Седлак |              |       |
| 6 мин                                                                   | Искључења                               | 12 мин |              |       |
| 40                                                                      | Шутеви на гол                           | 23 |              |       |

| 25. мај 2024. 18:20 | Канада | 2 : 3 (пен) (0:2, 1:0, 1:0, 0:0, 0:1) | Швајцарска | Арена О2, Праг Посетилаца: 11.159 |

| Извор | Извор                  | Извор                                                                                            | Извор           | Извор |
| --- | ---------------------- | ------------------------------------------------------------------------------------------------ | --------------- | ----- |
| | Џордан Бинингтон       | Голмани                                                                                          | Леонардо Ђенони |       |
| Брендон Танев – 34:07 Џон Таварес – 57:53 Конор Бедард Пјер-Лук Дубоа Дејмон Северсон Овен Пауер Дилан Козенс | 0:1 0:2 1:2 2:2 Пенали | 15:06 – Kевин Фиала 17:16 – Нино Нидерајтер Свен Сентелер Kевин Фиала Ромен Лефел Свен Андригето |                 |       |
| 12 мин | Искључења              | 10 мин                                                                                           |                 |       |
| 44 | Шутеви на гол          | 31                                                                                               |                 |       |

### Утакмица за бронзану медаљу
| 26. мај 2024. 15:20 | Шведска | 4 : 2 (1:0, 0:1, 3:1) | Канада | Арена О2, Праг Посетилаца: 14.929 |

| Извор                                                                                        | Извор                  | Извор                                       | Извор            | Извор |
| -------------------------------------------------------------------------------------------- | ---------------------- | ------------------------------------------- | ---------------- | ----- |
|                                                                                              | Филип Густавсон        | Голмани                                     | Џордан Бинингтон |       |
| Карл Грундстром – 12:05 Ерик Карлсон – 49:35 Карл Грундстром – 53:42 Маркус Јохансон – 59:55 | 1:0 1:1 1:2 :2 3:2 4:2 | 22:41 – Дилан Козенс 44:18 – Пјер-Лук Дубоа |                  |       |
| 2 мин                                                                                        | Искључења              | 4 мин                                       |                  |       |
| 33                                                                                           | Шутеви на гол          | 22                                          |                  |       |

### Утакмица за златну медаљу
| 26. мај 2024. 20:20 | Швајцарска | 0 : 2 (0:0, 0:0, 0:2) | Чешка | Арена О2, Праг Посетилаца: 17.413 |

| Извор | Извор           | Извор                                      | Извор        | Извор |
| ----- | --------------- | ------------------------------------------ | ------------ | ----- |
|       | Леонардо Ђенони | Голмани                                    | Лукаш Достал |       |
|       | 0:1 0:2         | 49:13 – Давид Пастрњак 59:41 – Давид Кемпф |              |       |
| 4 мин | Искључења       | 4 мин                                      |              |       |
| 31    | Шутеви на гол   | 32                                         |              |       |

## Коначани пласман и признања

### Коначан пласман
Коначан пласман на светском првенству елитне дивизије 2024. је следећи:
|     | Чешка            |
|     | Швајцарска       |
|     | Шведска          |
| 4.  | Канада           |
| 5.  | Сједињене Државе |
| 6.  | Немачка          |
| 7.  | Словачка         |
| 8.  | Финска           |
| 9.  | Летонија         |
| 10. | Аустрија         |
| 11. | Норвешка         |
| 12. | Казахстан        |
| 13. | Данска           |
| 14. | Француска        |
| 15. | Велика Британија |
| 16. | Пољска           |

## Играчка статистика

### Најбољи стрелци првенства
Играчи су на листи рангирани по броју освојених поена, а потом по головима:
| Хокејаш          | Ут. | Гол. | Асис. | Поени | +/- | Искљ. у мин |
| ---------------- | --- | ---- | ----- | ----- | --- | ----------- |
| Мет Болди        | 8   | 6    | 8     | 14    | +8  | 2           |
| Кевин Фиала      | 8   | 7    | 6     | 13    | +6  | 27          |
| Брејди Ткачук    | 8   | 7    | 6     | 13    | +7  | 4           |
| Маркус Јохансон  | 9   | 6    | 6     | 12    | +14 | 2           |
| Роман Јоси       | 10  | 3    | 9     | 12    | +4  | 4           |
| Дилан Козенс     | 10  | 9    | 2     | 11    | +3  | 2           |
| Нико Хишир       | 10  | 6    | 5     | 11    | +6  | 2           |
| Ерик Карлсон     | 10  | 6    | 5     | 11    | +9  | 0           |
| Андре Бураковски | 10  | 4    | 7     | 11    | +8  | 0           |
| Џони Гудро       | 8   | 3    | 8     | 11    | +8  | 0           |

### Најбољи голмани
Статистика 5 најбољих голмана базирана на проценту одбрањених шутева ка голу (сваки од голмана је одиграо минимум 40% минута своје екипе):
| Голман              | Мин    | ПГ | ППГ  | ШГ  | Одб%  | БПГ |
| ------------------- | ------ | -- | ---- | --- | ----- | --- |
| Леонардо Ђенони     | 431:07 | 10 | 1.39 | 169 | 94.08 | 1   |
| Лукаш Достал        | 492:18 | 13 | 1.58 | 213 | 93.90 | 3   |
| Самјуел Хлавај      | 306:57 | 13 | 2.54 | 174 | 92.53 | 1   |
| Хенрик Хавкеланд    | 297:00 | 13 | 2.63 | 155 | 91.61 | 1   |
| Кристерс Гудлевскис | 207:05 | 11 | 3.19 | 117 | 90.60 | 1   |